# Morti nel 1466
| Questa pagina contiene informazioni ricavate automaticamente dalle voci biografiche con l'ausilio del template Bio e di un bot. L'aggiornamento è periodico e automatico e ricostruisce completamente la pagina. Se manca una persona in questa lista, sei pregato di non aggiungerla, ma accertati piuttosto che la sua voce biografica contenga il template Bio e che i dati anagrafici siano correttamente compilati. Se il template Bio manca, inseriscilo tu stesso o, in alternativa, metti l'avviso {{tmp\|Bio}} che ne segnala la mancanza. Se i dati riportati sono sbagliati, correggi direttamente la voce biografica; le modifiche saranno visibili in questa lista entro pochi giorni. Per chiarimenti vedi il progetto biografie. La lista contiene solo le 41 persone che sono citate nell'enciclopedia e per le quali è stato implementato correttamente il template Bio. Pagina aggiornata al 26 apr 2025. |

- 4 gennaio - Muhammad al-Jazuli, personalità religiosa berbera
- 16 gennaio - Alessandro Gonzaga, nobile (n. 1427)
- 16 febbraio - Burkhard von Weißpriach, cardinale e arcivescovo cattolico austriaco
- 8 marzo - Francesco Sforza, nobile italiano (n. 1401)
- 22 marzo - Uesugi Norizane, militare giapponese (n. 1410)
- 31 marzo - Teodoro de Lellis, cardinale, vescovo cattolico e diplomatico italiano (n. 1428)
- 2 aprile - Giovanni Barozzi, cardinale e patriarca cattolico italiano (n. 1420)
- 11 aprile - Guglielmo di Varax, abate e vescovo cattolico francese
- 21 aprile - Bartolomeo Cerveri, religioso italiano (n. 1420)
- 22 aprile - Francesco IV Ordelaffi, nobile italiano (n. 1435)
- 24 aprile - Margherita di Valois-Orléans, nobile francese (n. 1406)
- 12 maggio - Giambattista Pallavicino, vescovo cattolico e letterato italiano
- 14 maggio - Bernardo Giovanni Cabrera, nobile, politico e militare spagnolo (n. 1400)
- 22 maggio - Stefano Vukčić Kosača, nobile bosniaco (n. 1404)
- 30 giugno - Pietro V d'Aragona (n. 1429)
- 18 luglio - Galeazzo Cavriani, vescovo cattolico italiano (n. 1406)
- 4 settembre - Giacomo Tebaldi, cardinale e arcivescovo cattolico italiano
- 6 settembre - Henri Arnault de Zwolle, medico, astronomo e astrologo olandese
- 14 settembre - Giovanni Caccia, religioso italiano
- 25 settembre - Ulrico I della Frisia orientale, conte (n. 1408)
- 7 ottobre - Barbara Manfredi, nobile (n. 1444)
- 7 ottobre - Samuele da Tradate, pittore italiano
- 10 ottobre - Guarnerio d'Artegna, umanista italiano
- 30 ottobre - Johannes Fust, orafo e tipografo tedesco
- 1º dicembre - Giacomo di Cardona e Gandia, cardinale, vescovo cattolico e politico spagnolo
- 13 dicembre - Donatello, scultore, pittore e architetto italiano (n. 1386)
- Andrea Bon, vescovo cattolico italiano
- Giacomo Bracelli, storico e diplomatico italiano (n. 1390)
- Tommaso Caracciolo, V conte di Gerace, nobile italiano
- Jacopo Filippo Crivelli, vescovo cattolico italiano
- Hacı I Giray (n. 1397)
- Guglielmo Raimondo V Moncada, nobile, politico e militare italiano
- Napoleone Fieschi, vescovo cattolico italiano
- Isotta Nogarola, umanista italiana (n. 1418)
- Enguerrand Quarton, pittore e miniaturista francese
- Antonio Roselli, giurista italiano (n. 1381)
- Leonardo Salutati, vescovo cattolico italiano
- Giovanni Tortelli, umanista italiano (n. 1400)
- Zaccaria Trevisan, politico, diplomatico e umanista italiano (n. 1414)
- Nicolaus Zacharie, compositore e cantore italiano
- Enrico di Meclemburgo-Stargard, duca